# Chiesa di Santa Maria Assunta (Cernusco sul Naviglio)
La chiesa prepositurale di Santa Maria Assunta è la parrocchiale di Cernusco sul Naviglio, in città metropolitana ed arcidiocesi di Milano; è a capo del decanato di Cernusco sul Naviglio.

## Storia
Nel Liber Notitiae Sanctorum Mediolani di Goffredo da Bussero si legge che l'originaria chiesa di Cernusco dipendeva dalla pieve di Gorgonzola; grazie a documenti del Cinquecento si conosce che questa chiesa era rettoriale. 

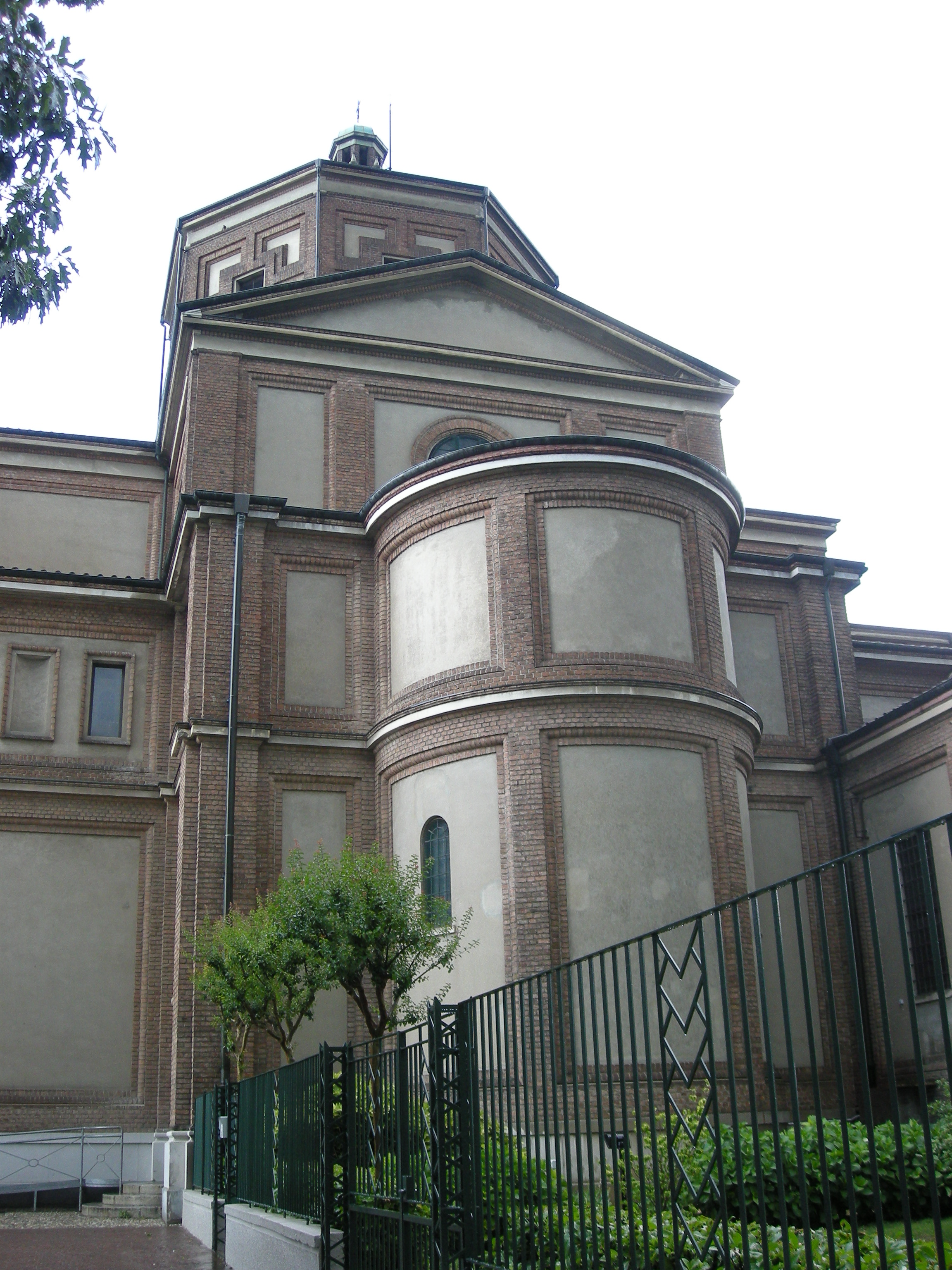
L'abside

Il 16 aprile 1584 il cardinale san Carlo Borromeo pose la prima pietra della nuova chiesa, la cui costruzione venne finanziata con i soldi ricavati dalla vendita dei terreni sui quali sorgevano le cappelle di San Martino e di San Maurizio, edifici che il Borromeo fece distruggere ma che erano documentati già presenti prima del millennio in una località nei pressi di Cernusco; l'edificio fu terminato nel 1640 e consacrato il 23 settembre del 1642 dal vescovo di Bobbio Francesco Abbiate.
Nel 1779 i fedeli erano solo 141. Nel 1858 la chiesa divenne sede di un vicariato, che nel 1918 fu ingrandito andando a comprendere anche le parrocchie di Camporicco, Carugate, Cologno Monzese e San Giuliano.
Il 23 settembre 1907 iniziarono i lavori di edificazione della nuova parrocchiale, progettata da Ugo Zanchetta; interrotta dalla prima guerra mondiale, la costituzione terminò nel 1932 e la chiesa venne consacrata il 17 luglio 1932 dal cardinale arcivescovo Ildefonso Schuster. Nel 1972 il vicariato di Cernusco, che, nel frattempo, aveva ampliato i suoi confini andando a comprendere pure le parrocchie di Bussero, Camporicco, Carugate, Cologno Monzese, Lavanderie, Limito, Novegro di Segrate, Pioltello, Rovagnasco di Segrate, Sant'Agata Martesana, San Maurizio al Lambro, Seggiano di Limito, Segrate e Vimodrone, fu trasformato in decanato in seguito alla riorganizzazione territoriale dell'arcidiocesi promossa dal cardinale Giovanni Colombo. Nel 1974 l'antica parrocchiale, situata in Piazza Matteotti, venne demolita e, nel 1988, alcune parrocchie furono scorporate dal decanato di Cernusco per andare a costituire il decanato di Cologno Monzese. Nel 2008 la chiesa fu completamente restaurata.